# NGC 1000
NGC 1000 é uma galáxia  localizada na direcção da constelação de Andromeda. Possui uma declinação de +41° 27' 37" e uma ascensão recta de 2 horas, 38 minutos e 49,7 segundos.
A galáxia NGC 1000 foi descoberta em 9 de Dezembro de 1871 por Édouard Jean-Marie Stephan.